# Maria Ramos
Maria Ramos, née le 22 février 1959 à Lisbonne, est une banquière de nationalité sud-africaine et portugaise. Elle dirige une des premières banques du continent africain, Barclays Africa Group Limited.

## Biographie
Maria Ramos est née au Portugal. Ses parents émigrent au Mozambique, puis en Afrique du Sud avec leurs trois enfants, dans le milieu des années 1960, à la recherche de conditions économiques plus favorables. Elle a alors six ans, et est l'aînée des enfants, quand ils commencent une nouvelle vie à Vereeniging. En 1977, elle commence à travailler pour Barclays, à Vereeniging. Elle bénéficie de bourses d'études pour les employés, pour reprendre des cours à l'université, des opportunités réservées aux hommes, mais dont elle obtient d'en élargir l'accès aux femmes, et en est la première femme bénéficiaire. Elle poursuit ainsi des cours du soir trois fois par semaine à Johannesbourg, organisé par the Institute of Bankers, et passe un examen en un temps record, lui permettant de faire reconnaître les compétences acquises par un diplôme, en 1983. Elle poursuit par une formation commerciale à l'université du Witwatersrand (Wits) en 1986, en Commerce et Économie (à Wits toujours) en 1987 et par un Master en Science économique à l'université de Londres en 1992,.
De retour en Afrique du Sud, elle rentre dans le secteur public et devient en 1996 Directrice générale du Trésor national pour sept ans, puis, à partir de 2004, Directrice générale du Groupe Transnet, une entreprise publique de transport de marchandises et de  logistique,. En décembre 2008, elle se marie avec Trevor Manuel, ancien ministre de Nelson Mandela : ministre du commerce et de l'industrie, puis ministre des finances,,.
Revenant à la banque privée en mars 2009, Maria Ramos devient la dirigeante du groupe ABSA, Amalgamated Banks of South Africaest, propriété à 56 % de Barclays Bank. En 2013, elle organise la mise en place de Barclays Africa Group Limited (BAGL), regroupant des filiales de Barclays déjà implantés dans onze pays du continent africain. Ce groupement financier dessert près de douze millions de clients à travers 11 910 points de vente. 
Elle a été également administratrice  au conseil d'administration de Sanlam, Remgro et SABMiller PLC, et siège actuellement au Conseil d'administration de Richemont.Elle est actuellement Présidenta de l'Association Bancaire de l'Afrique du Sud, membre du Comité Exécutif du Forum Économique Mondiall et du Conseil de direction d'Entreprise en Afrique du Sud.